# Heilung des Blinden (El Greco)
Das Gemälde Heilung des Blinden von El Greco befindet sich in der Gemäldegalerie Alte Meister in Dresden und ist das einzige sicher eigenhändige Werk des Meisters in einem deutschen Museum.

## Bildbeschreibung
„Die Heilung des Blinden. Vorn kniet der Blinde vor Christus, der ihn heilt, indem er seine rechte Hand an dessen Auge legt. Links eine Gruppe von fünf Zuschauern. Rechts die Apostel; davor in einem Wasserbecken ein Hund. Links Palastbauten, rechts eine Berglandschaft. Ev. Marc. VIII, 22–23.“

Dieser Eintrag im Galeriekatalog von 1887 nimmt Bezug auf das Markusevangelium, Kapitel 8, Vers 22–23, eine Zuordnung, die zu hinterfragen ist. Schon Wilhelm Schäfer hat in seinem umfassenden Buch über die Königliche Gemälde-Galerie von 1861 Zweifel an der eindeutigen Zuordenbarkeit zu einer Bibelstelle:

„Welche wunderbare Heilung eines Blinden, ob die bei Jericho oder die zu Bethsaida, der Künstler bei seiner Composition im Auge gehabt hat, ist allerdings nicht genau zu bestimmen. Die Jünger und das Volk stehen in einiger Entfernung, daher wahrscheinlich die vor Bethsaida.“

### Biblische Quellen
Von den Wunderheilungen Jesu wird keine so oft und in vielfältiger Variation erzählt wie die Heilung von Blinden.

#### Das Evangelium nach Matthäus

##### Heilung zweier Blinder (Kapitel 9, Vers 27 bis 31)
„Als Jesus weiterging, folgten ihm zwei Blinde und schrien: Hab Erbarmen mit uns, Sohn Davids! Nachdem er ins Haus gegangen war, kamen die Blinden zu ihm. Er sagte zu ihnen: Glaubt ihr, dass ich euch helfen kann? Sie antworteten: Ja, Herr Darauf berührte er ihre Augen und sagte: Wie ihr geglaubt habt, so soll es geschehen. Da wurden ihre Augen geöffnet. Jesus aber befahl ihnen: Nehmt euch in Acht! Niemand darf es erfahren. Doch sie gingen weg und erzählten von ihm in der ganzen Gegend.“

##### Heilung zweier Blinder (Kapitel 20, Vers 29 bis 34)
„Als sie Jericho verließen, folgte ihm eine große Zahl von Menschen. An der Straße aber saßen zwei Blinde, und als sie hörten, dass Jesus vorbeikam, riefen sie laut: Herr, Sohn Davids, hab Erbarmen mit uns! Die Leute aber wurden ärgerlich und befahlen ihnen zu schweigen. Sie aber schrien noch lauter: Herr, Sohn Davids, hab Erbarmen mit uns! Jesus blieb stehen, rief sie zu sich und sagte: Was soll ich euch tun? Sie antworteten: Herr, wir möchten, dass unsere Augen geöffnet werden. Da hatte Jesus Mitleid mit ihnen und berührte ihre Augen. Im gleichen Augenblick konnten sie wieder sehen, und sie folgten ihm.“

##### Die Tempelreinigung (Kapitel 21, Vers 14)
„Im Tempel kamen Lahme und Blinde zu ihm und er heilte sie.“

#### Das Evangelium nach Markus

##### Heilung eines Blinden (Kapitel 8, Vers 22 bis 26)
„Sie kamen nach Betsaida. Da brachte man einen Blinden zu Jesus und bat ihn, er möge ihn berühren. Er nahm den Blinden bei der Hand, führte ihn vor das Dorf hinaus, bestrich seine Augen mit Speichel, legte ihm die Hände auf und fragte ihn: Siehst du etwas? Der Mann blickte auf und sagte: Ich sehe Menschen; denn ich sehe etwas, das wie Bäume aussieht und umhergeht. Da legte er ihm nochmals die Hände auf die Augen; nun sah der Mann deutlich. Er war geheilt und konnte alles ganz genau sehen. Jesus schickte ihn nach Hause und sagte: Geh aber nicht in das Dorf hinein!“

##### Heilung des blinden Bartimäus (Kapitel 10, Vers 46 bis 52)
„Sie kamen nach Jericho. Als er mit seinen Jüngern und einer großen Menschenmenge Jericho wieder verließ, saß an der Straße ein blinder Bettler, Bartimäus, der Sohn des Timäus. Sobald er hörte, dass es Jesus von Nazaret war, rief er laut: Sohn Davids, Jesus, hab Erbarmen mit mir! Viele wurden ärgerlich und befahlen ihm zu schweigen. Er aber schrie noch viel lauter: Sohn Davids, hab Erbarmen mit mir! Jesus blieb stehen und sagte: Ruft ihn her! Sie riefen den Blinden und sagten zu ihm: Hab nur Mut, steh auf, er ruft dich. Da warf er seinen Mantel weg, sprang auf und lief auf Jesus zu. Und Jesus fragte ihn: Was soll ich dir tun? Der Blinde antwortete: Rabbuni, ich möchte wieder sehen können. Da sagte Jesus zu ihm: Geh! Dein Glaube hat dir geholfen. Im gleichen Augenblick konnte er wieder sehen, und er folgte Jesus auf seinem Weg.“

#### Das Evangelium nach Lukas

##### Heilung eines Blinden (Kapitel 18, Vers 35 bis 43)
„Als Jesus in die Nähe von Jericho kam, saß ein Blinder an der Straße und bettelte. Er hörte, dass viele Menschen vorbeigingen, und fragte: Was hat das zu bedeuten? Man sagte ihm: Jesus von Nazaret geht vorüber. Da rief er: Jesus, Sohn Davids, hab Erbarmen mit mir! Die Leute, die vorausgingen, wurden ärgerlich und befahlen ihm zu schweigen. Er aber schrie noch viel lauter: Sohn Davids, hab Erbarmen mit mir! Jesus blieb stehen und ließ ihn zu sich herführen. Als der Mann vor ihm stand, fragte ihn Jesus: Was soll ich dir tun? Er antwortete: Herr, ich möchte wieder sehen können. Da sagte Jesus zu ihm: Du sollst wieder sehen. Dein Glaube hat dir geholfen. Im gleichen Augenblick konnte er wieder sehen. Da pries er Gott und folgte Jesus. Und alle Leute, die das gesehen hatten, lobten Gott.“

#### Das Evangelium nach Johannes

##### Heilung eines Blindgeborenen (Kapitel 9, Vers 1 bis 7)
„Unterwegs sah Jesus einen Mann, der seit seiner Geburt blind war. Da fragten ihn seine Jünger: Rabbi, wer hat gesündigt? Er selbst? Oder haben seine Eltern gesündigt, sodass er blind geboren wurde? Jesus antwortete: Weder er noch seine Eltern haben gesündigt, sondern das Wirken Gottes soll an ihm offenbar werden. Wir müssen, solange es Tag ist, die Werke dessen vollbringen, der mich gesandt hat; es kommt die Nacht, in der niemand mehr etwas tun kann. Solange ich in der Welt bin, bin ich das Licht der Welt. Als er dies gesagt hatte, spuckte er auf die Erde; dann machte er mit dem Speichel einen Teig, strich ihn dem Blinden auf die Augen und sagte zu ihm: Geh und wasch dich in dem Teich Schiloach! Schiloach heißt übersetzt: Der Gesandte. Der Mann ging fort und wusch sich. Und als er zurückkam, konnte er sehen.“

Die von Woermann der Blindenheilung zu Bethsaida zugeordnete Darstellung kann demnach nicht nachvollzogen werden, das Bild ist sicher keine Illustration eines einzelnen Bibelverses. Es ist demnach davon auszugehen, dass der Künstler hier eine Komposition geschaffen hat, die Elemente der verschiedenen Überlieferungen aufnimmt und vereint.

## Interpretation

### Probleme

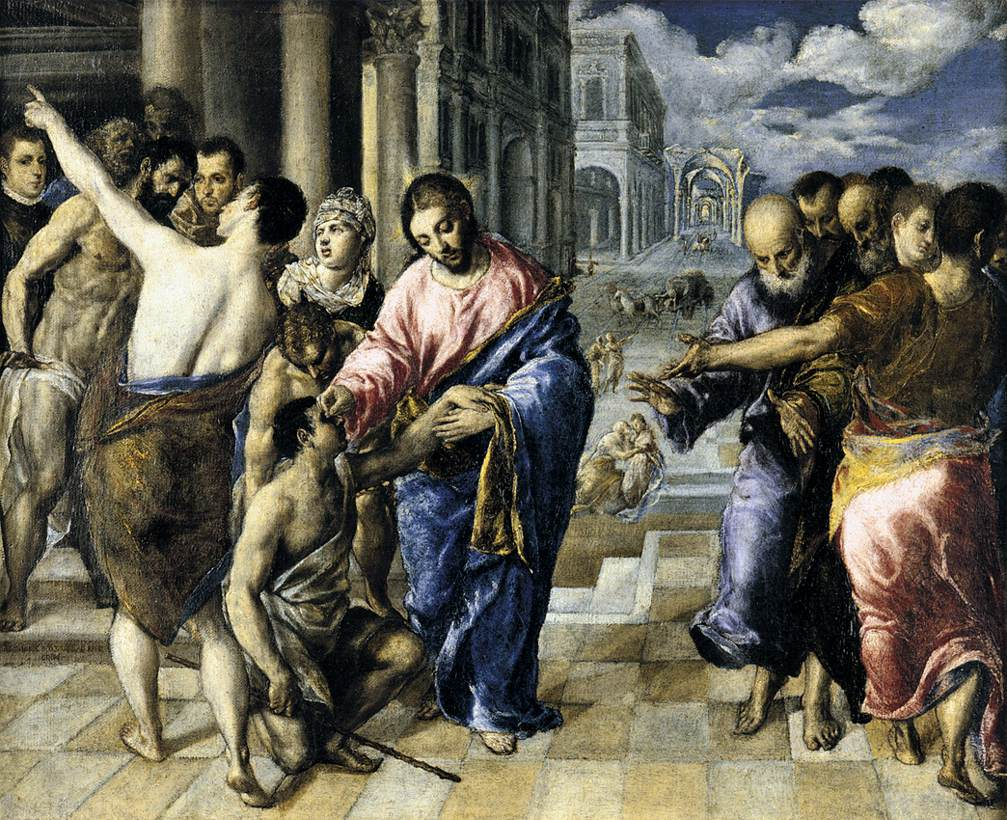
Parmaer Fassung

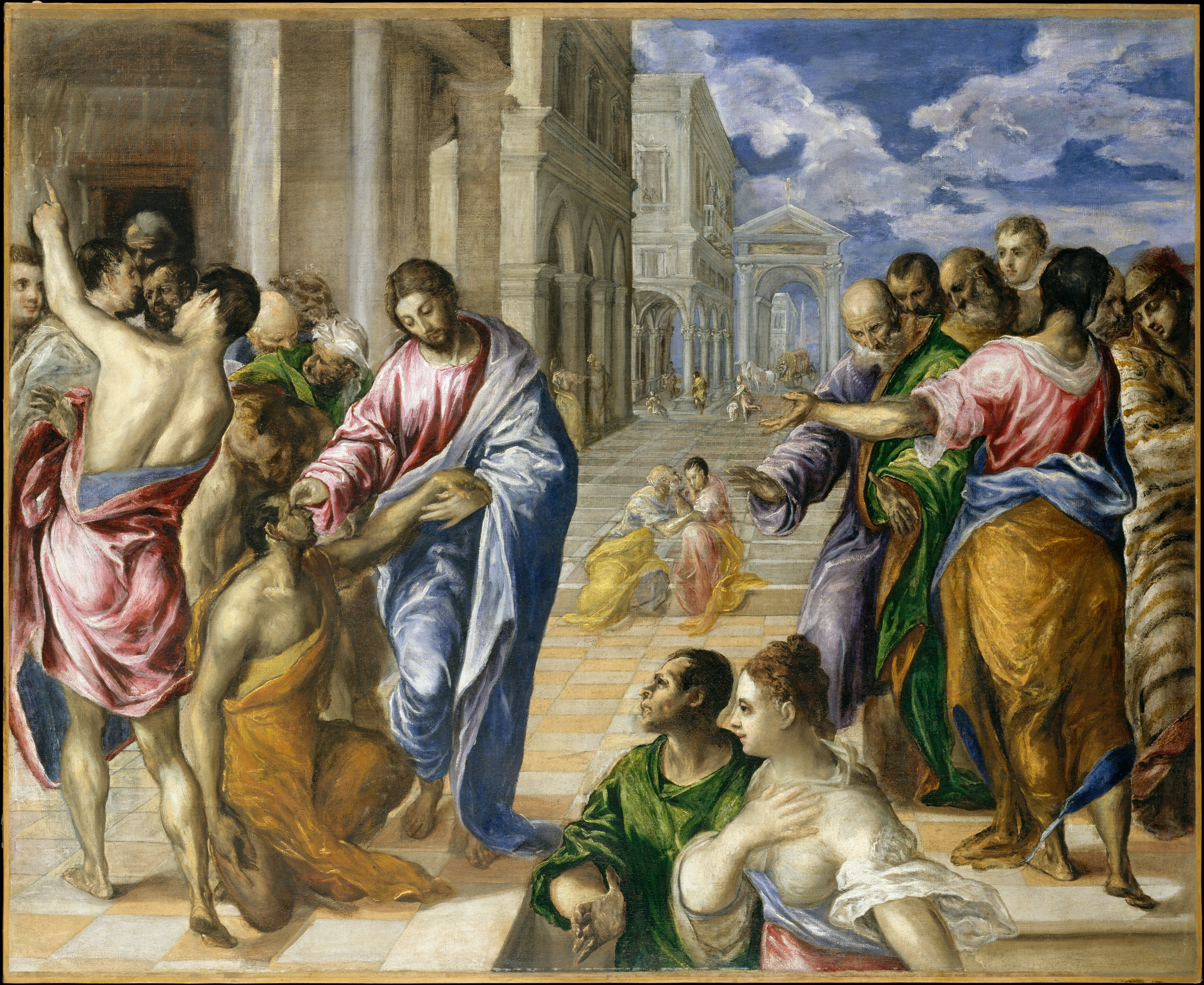
New Yorker Fassung

Die mögliche Zuordnung zu einer Bibelstelle ist nicht das einzige ungelöste Rätsel an diesem Bild. So ist weder exakte Herstellungszeitraum bekannt, noch der Auftraggeber oder die Beweggründe El Grecos zum Aufgreifen dieses Motives, auch zu vielen Details der Ikonographie besteht derzeit kein Konsens. Auch die Existenz zweier weiterer Fassungen, in der Galleria Nazionale in Parma und im Metropolitan Museum of Art, New York, tragen nur wenig zur Erhellung der offenen Fragen bei. Sicher scheint bisher zu sein, dass das Dresdner Bild das älteste dieser drei Fassungen ist.
Auch die malerische Ausführung wirft Fragen auf, so z. B.:
- die Schatten der Personen haben verschiedene Richtungen
- die Köpfe der Apostel muten altertümlich an und wiederholen sich vielfach
- die Farbpaste ist in den Architekturen mit dem Pinselstil oder gar dem Daumen strukturiert
- der Hund mit Sack und Flasche ist über den bereits ausgeführten Plattenboden gemalt

### Lösungsansätze

#### Die Persönlichkeit
Zur Aufhellung des Gegenstandes können Betrachtungen zu den zeitgenössischen Bedingungen in Kunst und Religion dienen.
Der Künstler El Greco war bestrebt, sich entsprechend dem Zeitgeist der italienischen Spätrenaissance als gelehrter Künstler zu bilden und sich damit vom Kunsthandwerker abzusetzen. Protagonisten wie Leonardo da Vinci, Michelangelo, Raffael oder Tizian galten als Beweis dieser Vorstellung, die auch gut in das Konzept der zeitgenössischen Manieristen passte. Auch später, in Spanien, galt er als gebildeter Mann. So erinnerte sich Francisco Pacheco, der El Greco 1611 besuchte:

„Nicht nur die Alten haben sich durch Gelehrsamkeit erhoben. Auch in unserem Jahrhundert gab es gelehrte Männer, nicht nur in der Malerei, sondern auch in der humanistischen Bildung, so . . . Dominico Greco, der ein großer Philosoph und ein geistreicher Mensch war und über Malerei geschrieben hat.“

Seine Bibliothek beinhaltete Bücher zu vielen Wissensgebieten, so zu Philosophie, Literatur, Dichtung, Religion, Kunst und Architektur.

#### Die Gegenreformation
In der Entstehungszeit des Bildes war El Greco befreundet mit dem kroatischen Miniaturmaler Giulio Clovio, der im Dienste des Kardinals Alessandro Farnese stand und dessen berühmtes Stundenbuch fertigte. Dank Giulio Clovio fand El Greco Eingang zum Treffpunkt der geistigen Elite Roms im Palazzo Farnese. Dies wird durch ein Empfehlungsschreiben Clovio’s an den Kardinal vom 16. November 1570 belegt, in dem Clovio den Kardinal für kurze Zeit um Aufnahme im Palazzo Farnese für El Greco bittet, bis dieser eine Unterkunft in Rom gefunden habe. Dadurch erklärt sich auch die Anhängerschaft El Grecos zur Gegenreformation. Der Kardinal Farnese betrieb die Fortführung des Konzils von Trient, auf dem eine Reformierung der kirchlichen Kunst im Sinne der Gegenreformation betrieben wurde. Die in seiner letzten Sitzung dahingehend erlassenen Vorschriften sollten u. a. bewirken, dass alles Unreine und was einem Werk einen herausfordernden Zug geben sollte, vermieden werde. Eine Reihe von Autoren versuchte, diese unbestimmt gehaltenen Vorschriften zu kommentieren, so auch Giovanni Andrea Gilio, der in seinem 1564 veröffentlichten Dialog Über die Irrtümer der Maler in Hinsicht auf die Historie ausführte:

„Das ist alles, was ich in dieser schönen, heiligen Geschichte bemerke, die treu, rein, schlicht, wahr und sittlich gemalt sein müßte; ebenso sollte sie treu, rein schlicht, wahr, sittlich und als Ganzes gepredigt und aufgeschrieben werden. Sie müßte voller Schrecken, Entsetzen und Erstaunen sein, so daß die Betrachter eher stöhnen, zittern und sich betrüben, als daß sie lachen, sie mit Hohen und Spott bedenken und sie wie eine Sache von wenig Wert betrachten. Denn nicht jeder möchte lernen zu malen, aber jeder müßte lernen, ein guter Christ zu sein.“

Dadurch könnte erklärt werden, dass es dem Künstler nur um die Erzählung der Historie in diesem Sinne ging und er künstlerischen Feinheiten der Ausführung, der Perspektive, der Ikonographie, der Verwendung von Zitaten anderer Künstler nur untergeordneten Wert zumaß.

## Provenienz und Zuschreibung
Das Bild wurde 1741 durch Bonaventura Rossi zusammen mit 69 weiteren Gemälden aus Venedig erworben. In den Galeriekatalogen wurde es ab 1765 als Werk von Leandro Bassano geführt, die Zuordnung als Werk El Grecos erfolgte erst 1874 durch Carl Justi.